# Clan Tanegashima
Le clan Tanegashima (種子島氏, Tanegashima-shi) est un clan japonais originaire de l'île de Tanegashima au sud de Kyūshū. Le clan qui dominait cette île a été un vassal de la famille Shimazu de la période Sengoku au début de la période Edo.

## Membres
- Satotoki Tanegashima
- Hisatoki Tanegashima